# Чарлз Камерон
Чарлз Камерон (англ. Charles Cameron; 1745 — березень, 1812) — шотландський архітектор, представник класицизму в Російській імперії кінця XVIII ст. Займався (окрім архітектури) дизайном інтер'єрів, зразки яких існують у Великому палаці Царського Села, Агатових кімнатах.

## Біографія
Шотландець за походженням. Точна дата народження невідома. Син будівничого. Будівельні навички опановував у архітектора Ісаака Веара. З 1766 р. в Італії, де вивчає давньоримську архітектуру. 1772 р. надрукована книга Камерона про давньоримські лазні.
З 1779 р. в Петербурзі. Автор Холодних лазень і Агатових кімнат в Царському Селі, Галереї для прогулянок, що нині носить його ім'я, палацово-паркового ансамблю Павловськ, комплексу забудови містечка Софія біля Царського Села, палацово-паркового ансамблю в Батурині (Україна) для К. Розумовського.

## Трактат про лазні римлян
Книга присвячена термам (лазням) Давнього Риму, де зібрані креслення лазень різних імператорів. Використані креслення архітектора Палладіо, що вивірені архітектором Камероном. Трактат двома мовами (англійською і французькою) — свідчення великої ерудиції майстра, обізнаного з літературними джерелами (Сенека, Тертулліан, Тіт Лівій, Тацит, Страбон, Саллюстій та ін.). Книга не втратила наукової вартості і передруковувалась в XX ст. («Терми римлян», 1930-і рр. російською).

## Дизайн інтер'єрів

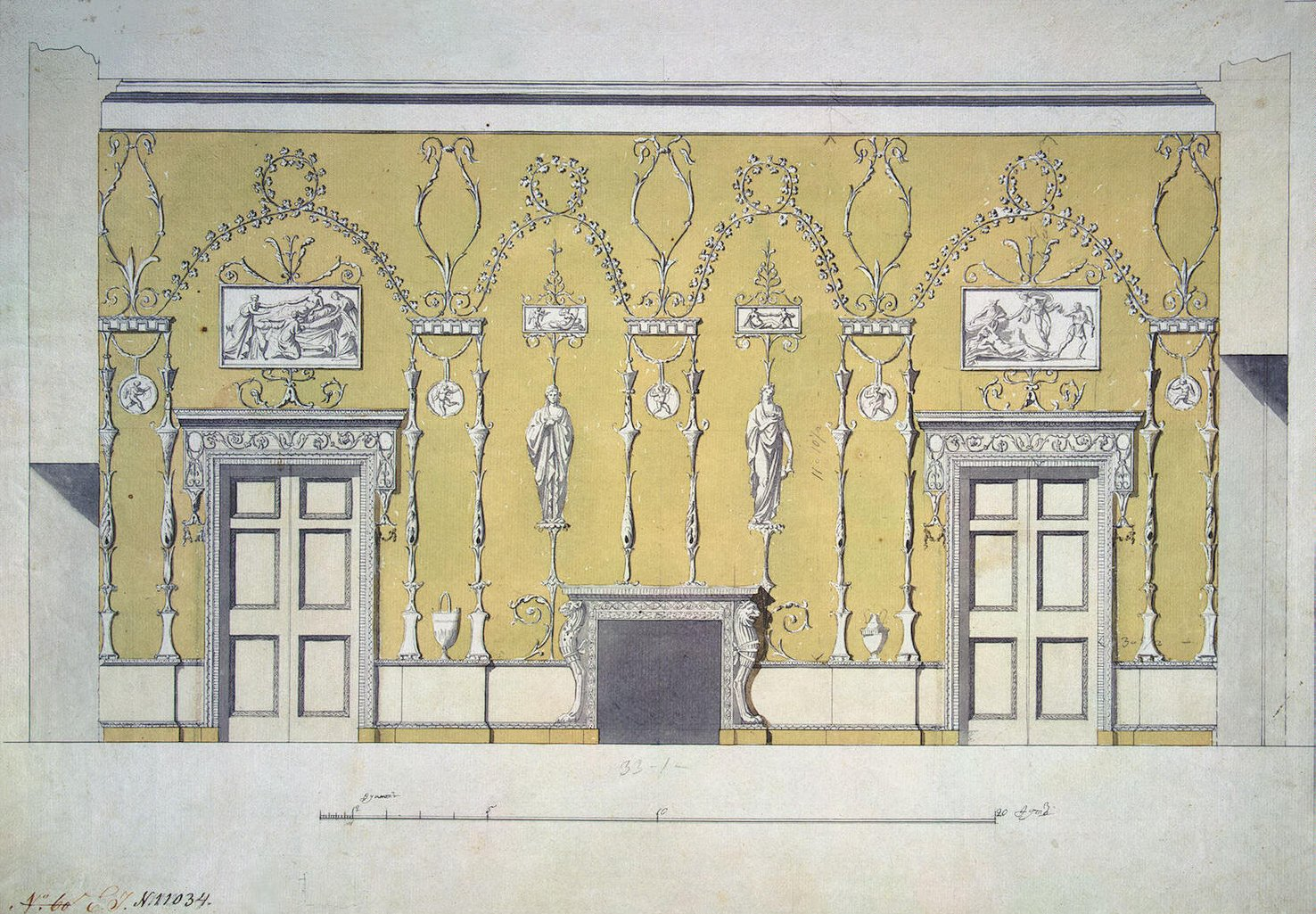
Чарлз Камерон, проект оздоблення ліпленням Зеленої їдальні Єкатерининського палацу.

Надзвичайні роботи залишив Камерон в оздобленні інтер'єрів. Найбільш збереженими серед наявних залишилися інтер'єри Агатових кімнат, де використані дуже дорогі матеріали: яшми рідкісних відтінків, італійський мармур, золочена бронза, паркети.
Поряд з використанням дорогих матеріалів, Камерон використовував і дешеві, але в високоякісному виконанні — ліплення (Зелена їдальня Катерининського палацу), звичайне скло з підкладанням Фольги. Особливо показовими були інтер'єри Зубовського корпусу, прибудованого до Катерининського палацу (Опочивальня, Диванна, Табакерка — не існують).

## Комплекс Холодних лазень і Агатових кімнат 1783—1786рр
Саме для створення лазень на давньоримський зразок його і запросила імператриця Катерина Друга в Петербург. Будівничий добре виконав завдання, розмістивши поряд з прекрасним палацом Растреллі свої лазні. Самі лазні на першому поверсі. Над ними розкішні Агатові кімнати для імператриці, де є Овальний і Яшмовий кабінети, Велика зала, Бібліотечна кімната і Овальні сходинки для зв'язку з лазнями. Імператриця не любила сходинки і для зручного переходу в парк прибудували довгий пандус.
Але Камерон не втримався і з другого боку Галереї зробив розкішні сходинки, з яких відкривався краєвид на став, Грот Растреллі та пейзажний парк. Прямокутні стіни-підпори прикрасили бронзові копії Геракла і Флори.

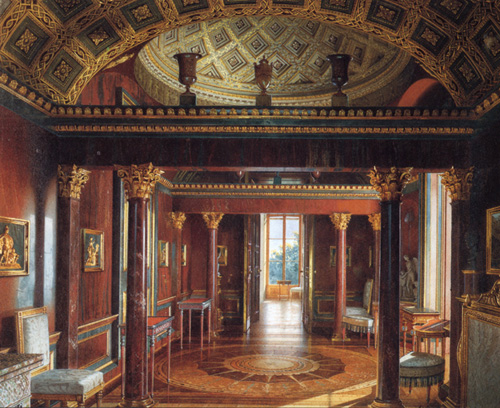
«Агатові комнати»
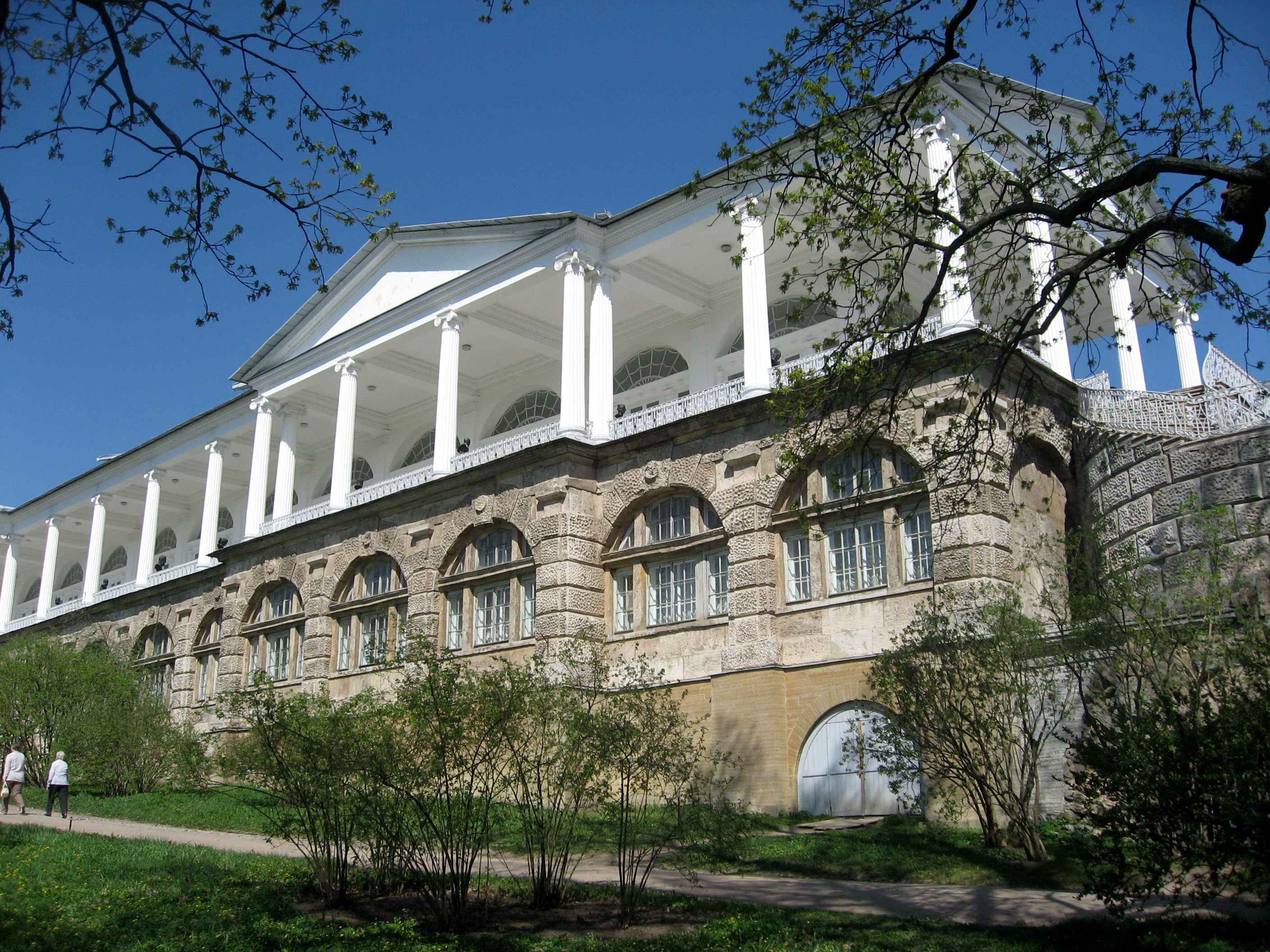
Камеронова галерея, південний фасад.
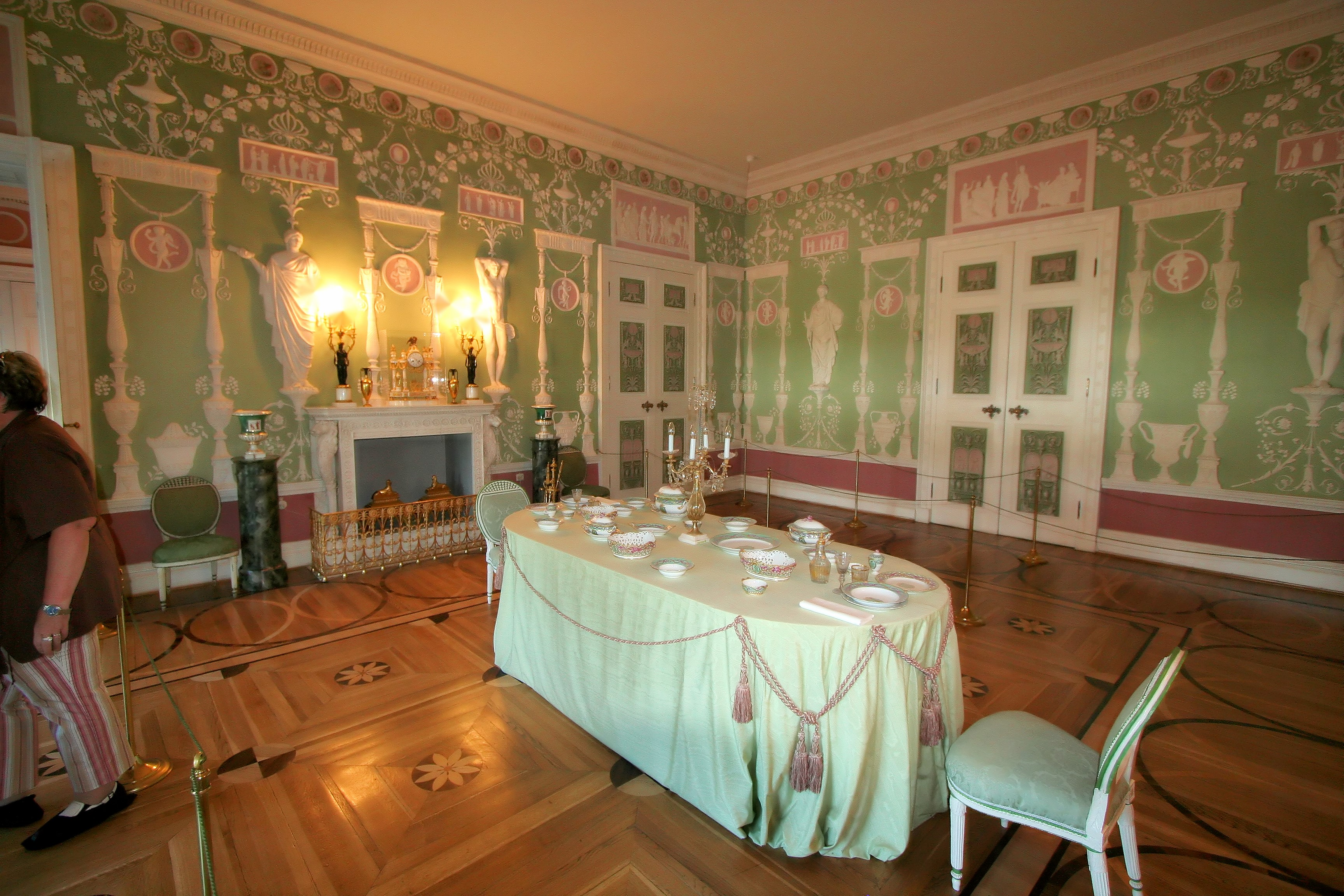
Зелена їдальня в Катерининському палаці Царського Села.

## Павловськ
Будівництво йшло з 1782 року. Це була літня резиденція спадкоємця престолу Павла та його родини. Павло був батьком десяти дітей. Для родини Павла і збудували Палац, декілька паркових павільйонів і насадили парк, що зайняв площу в 600 га. Палац у стилі палладіанства, стоїть на пагорбі над річкою. Протилежна сторона повернута в парк, що на припалацовій території має регулярне планування (Великі кола з скульптурами доби бароко-Мир і Юстиція). Найвдалішим став павільйон Храм дружби, зразки якого були на картинах доби та в парках Британії.

## Місто Софія поряд з Царським Селом

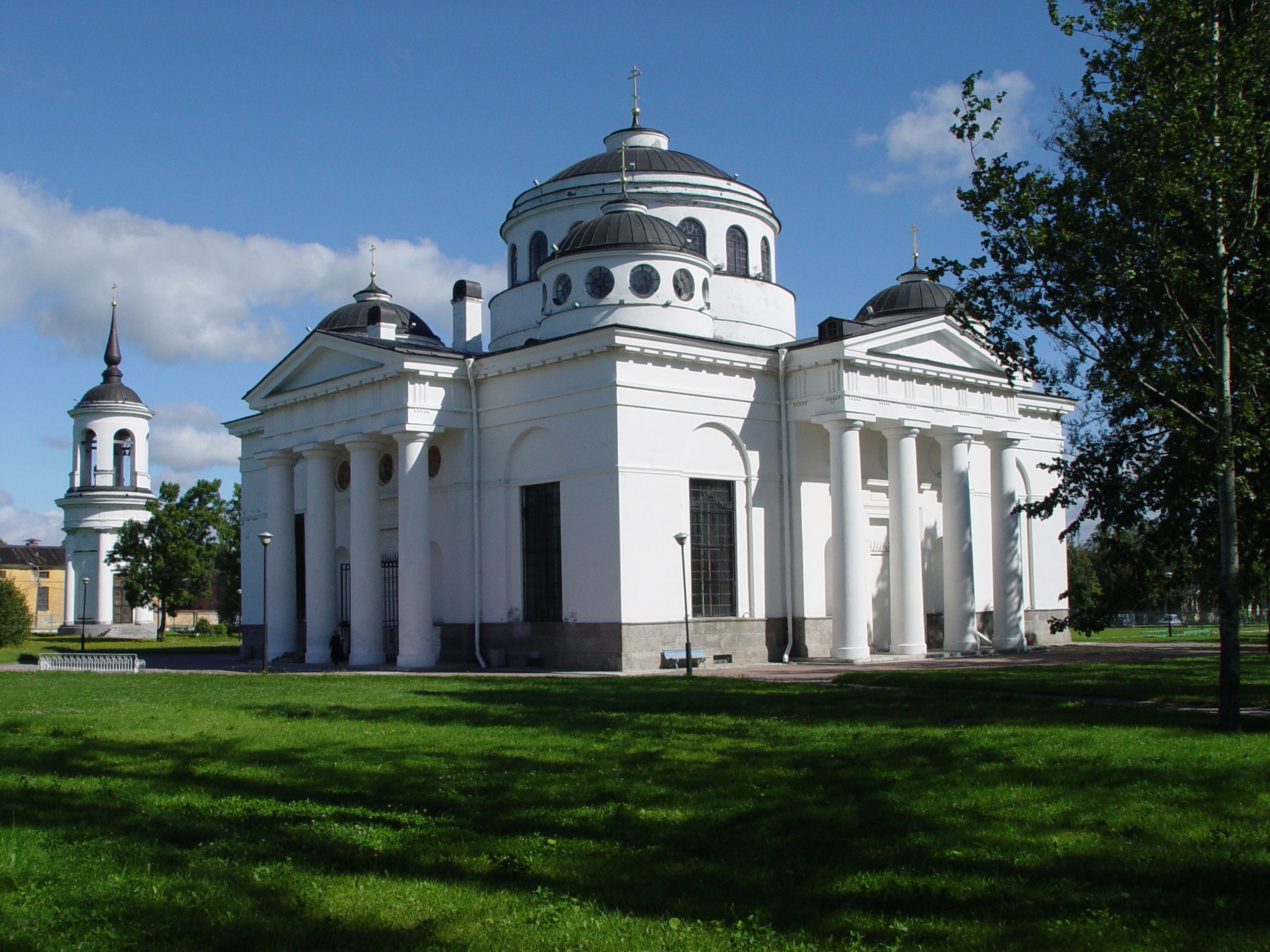
Собор в місті Софія на 21 століття.

Це була велика іграшка імператриці Катерини ІІ. Аби прикрасити територію поряд з парком, наказала створити невелике поселення. Первісний план і забудови створив Камерон. Встигли побудувати невеличку міську площу, Софійський поштовий двір (станцію), міський собор Св. Софії. Сюди навіть перевели ярмарок, примусово переселили ремісників. Штучна ідея імператриці (архітектурна забаганка) проіснувала лише 28 років. На початку XIX ст. місто скасували, а більшість будівель розібрали на будівельні матеріали. До XXI століття зберігся лише собор Софії.

## Палац Кирила Розумовського

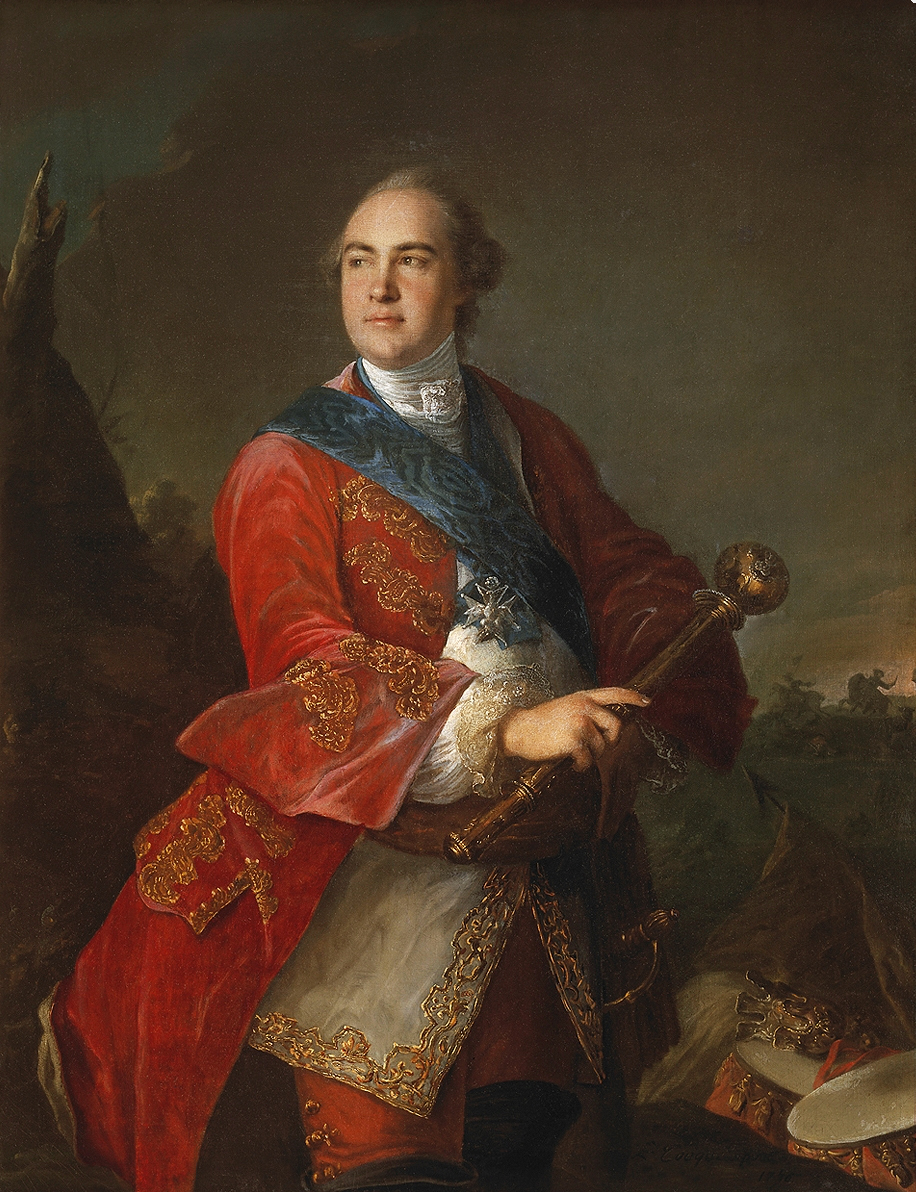
Худ. Луї Токе. Портрет Кирила Розумовського.

Після смерті імператриці Катерини кар'єра Камерона зазнала нищівного удару. Спадкоємець престолу Павло відсторонив багатьох людей, що оточували його матір Катерину, стосунки з якою в нього були майже ворожі. До переліку відсторонених потрапив і невинний архітектор Камерон, що будував резиденцію Павловськ для самого Павла. У архітектора відібрали державні замовлення і навіть квартиру в Царському Селі.
Камерон вирішив повернутися на батьківщину в Британію. Але вередливий імператор Павло відмовив у поверненні. Стан врятував вельможа Кирило Розумовський. Довідавшись про звільнення царського архітектора, він замовив йому палацовий комплекс в Україні в Батурині.
Будівництво тривало з 1799 по 1803 рр. Встигли побудувати палац у стилі палладіанства (класицизму), два флігелі та почати роботи в парку пейзажного типу. Смерть Розумовського у 1803 р. і повернення Камерона на державну службу з 1802 р. припинили будівництво в Батурині. Палац з 1887 р. передали військовим російської імперії.

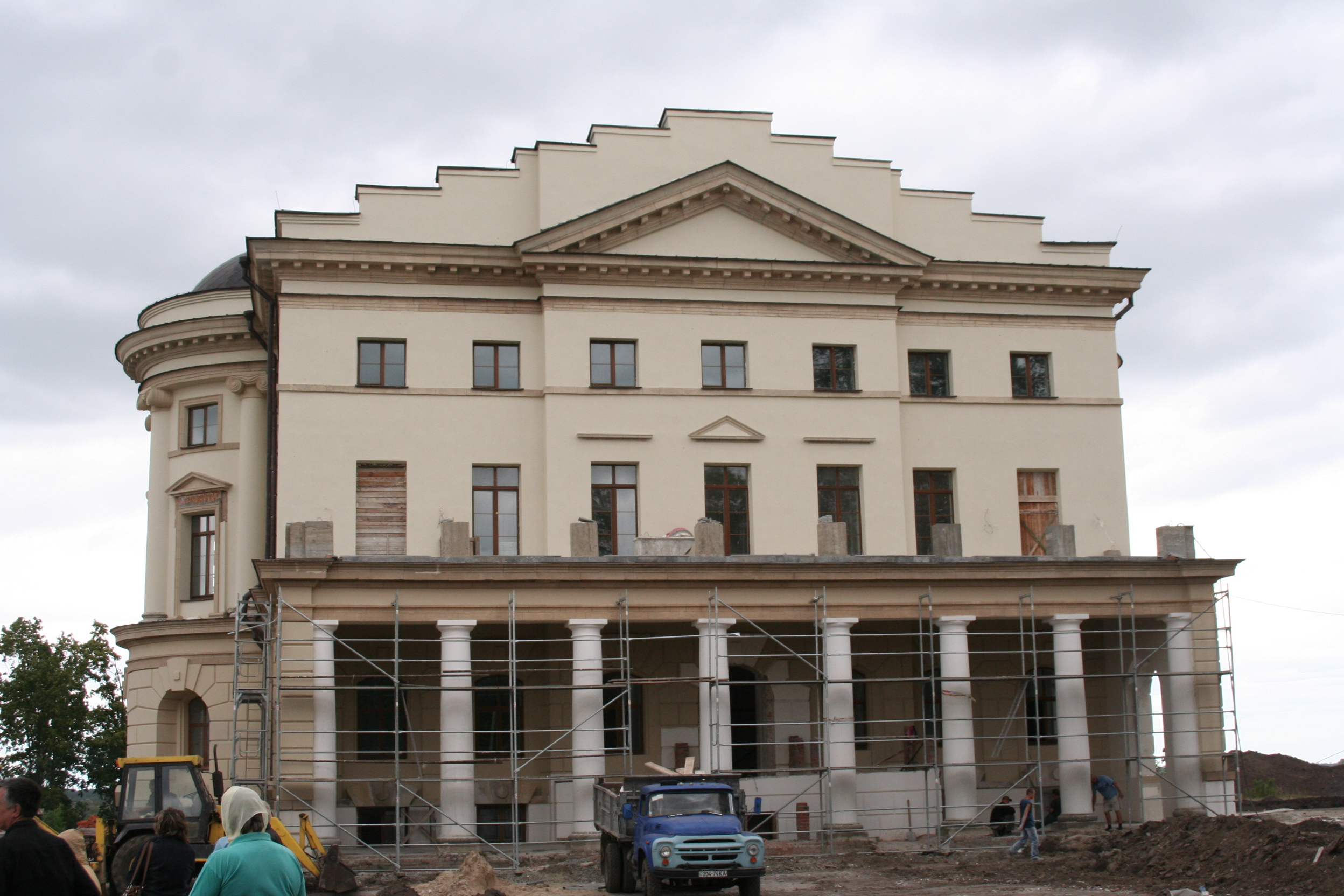
Палац К. Розумовського, ремонт
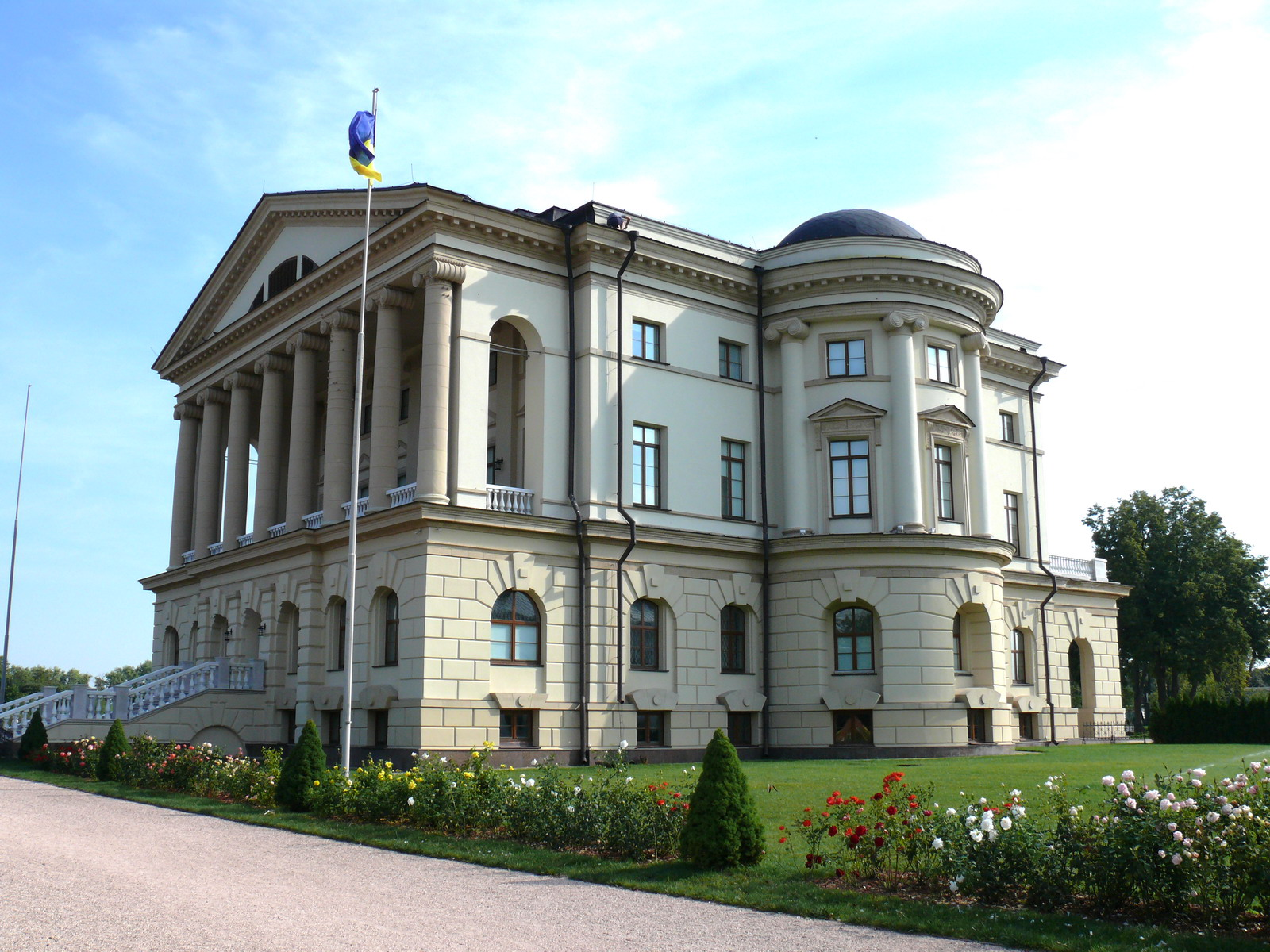
Відреставрований палац К. Розумовського
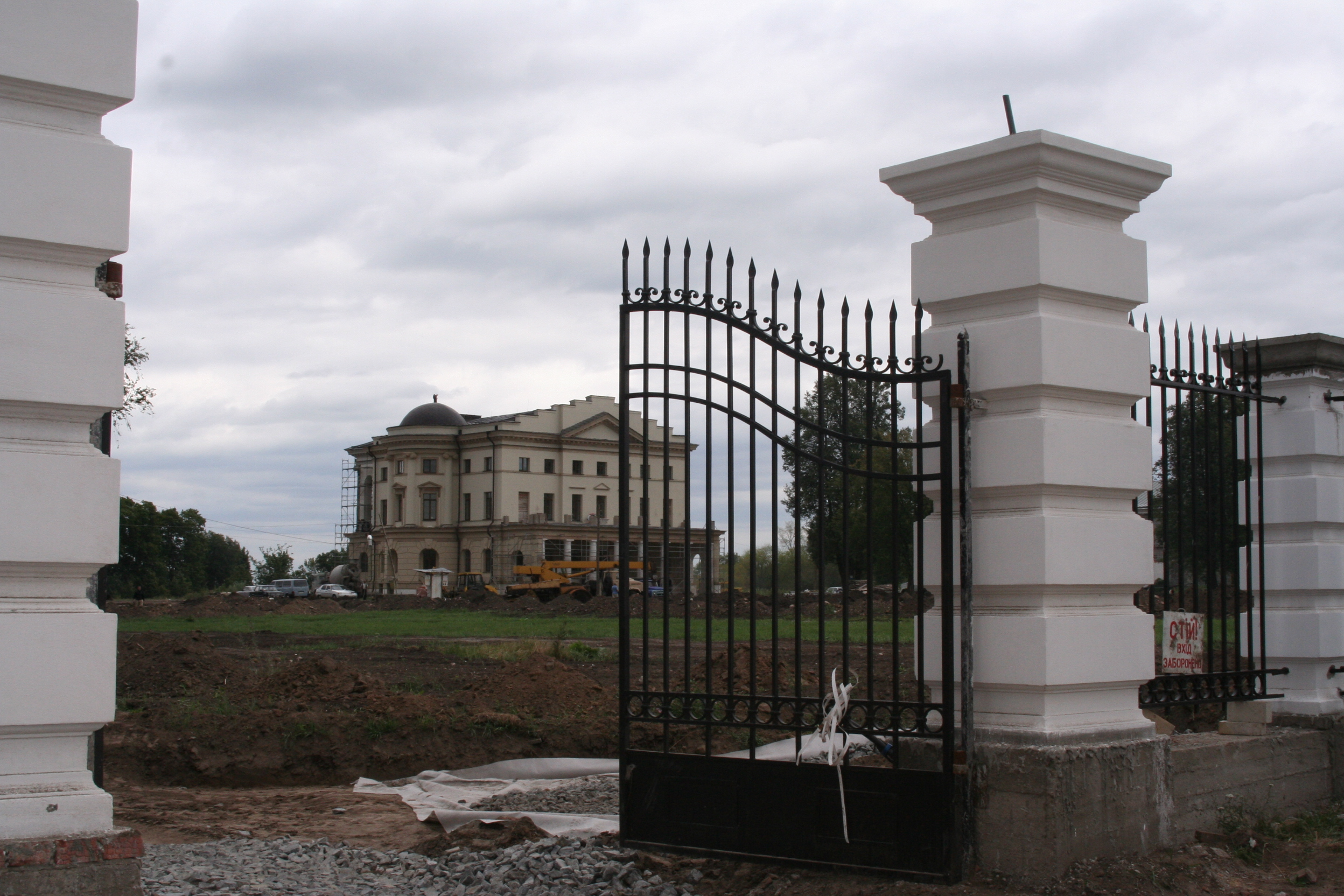
Брама садиби К. Розумовського в Батурині
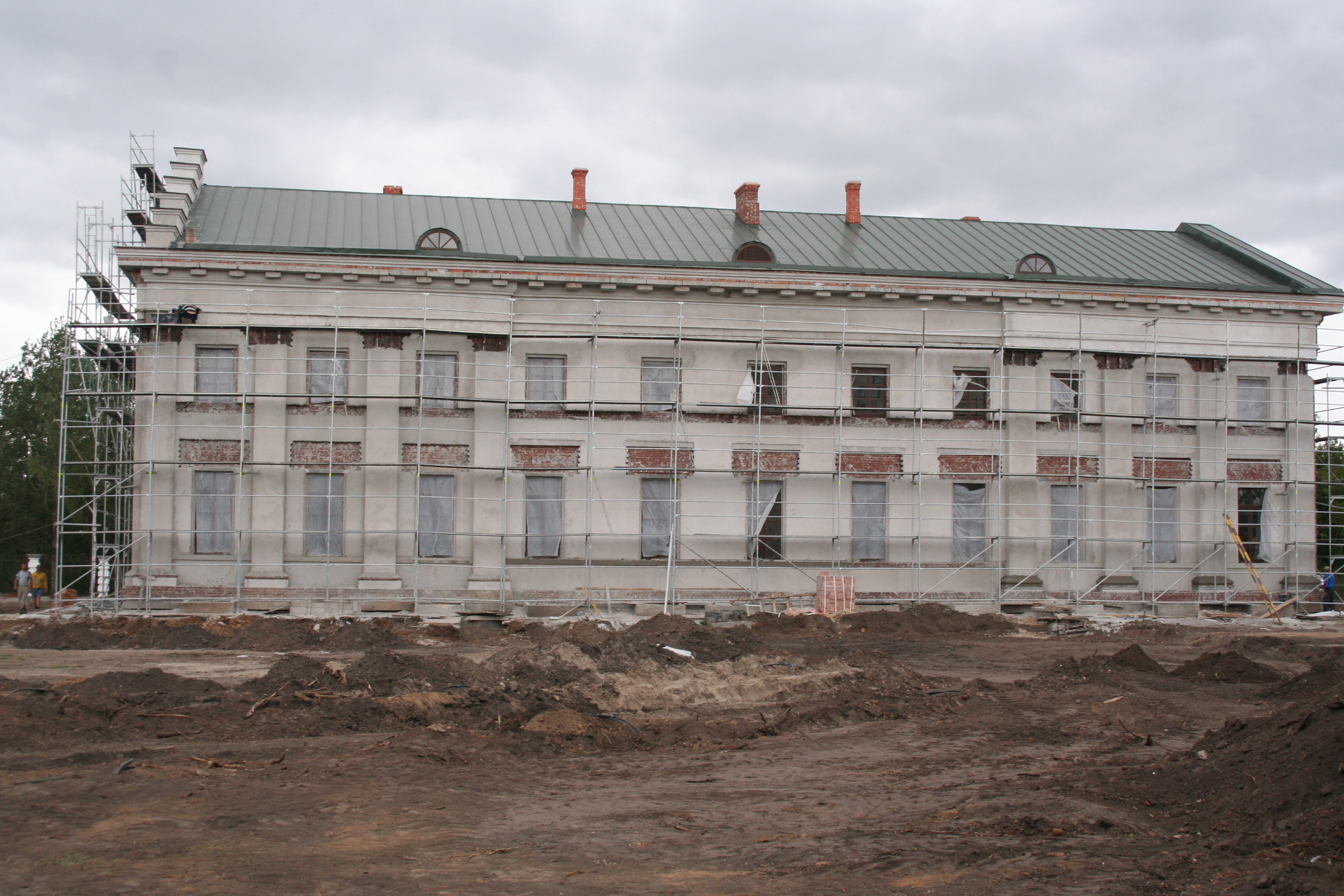
Відновлений флігель палацу К. Розумовського

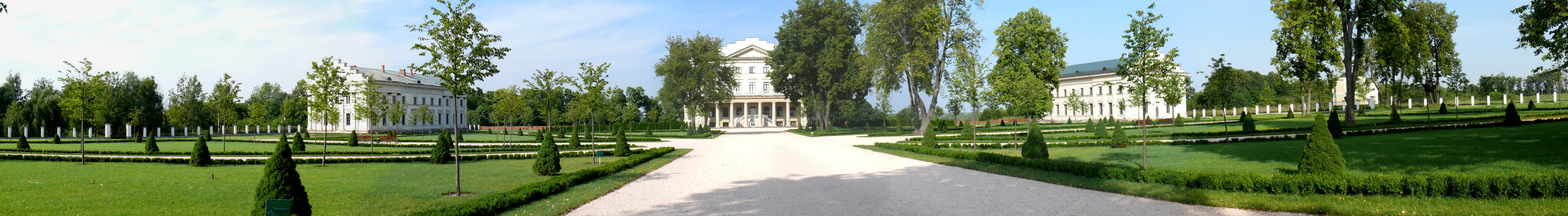
Відновлений палацово-парковий ансамбль гетьмана Розумовського в Батурині

## Приватне життя
Ще в часи життя в Царському Селі Камерон мешкав поряд з родиною англійця за походженням садівника Джона Буша. З однією з чотирьох дочок Буша — Катериною — архітектор і взяв шлюб. Архітектор вивчив російську, хоча знав англійську і французьку. Ділове листування російською вів через секретаря Богдановича. Серед помічників Камерона — архітектор Петро фон Штемпель, що довго працював з уславленими Саввою Івановичем Чевакінським та Баженовим Василем Івановичем.

## Смерть
Камерон помер у березні 1812 р. Перебіг небезпечних подій в імперії, війна з Наполеоном, пожежа в Москві зробили його смерть маловідомою. Могила не збережена.